# Liste der Stolpersteine in Großräschen

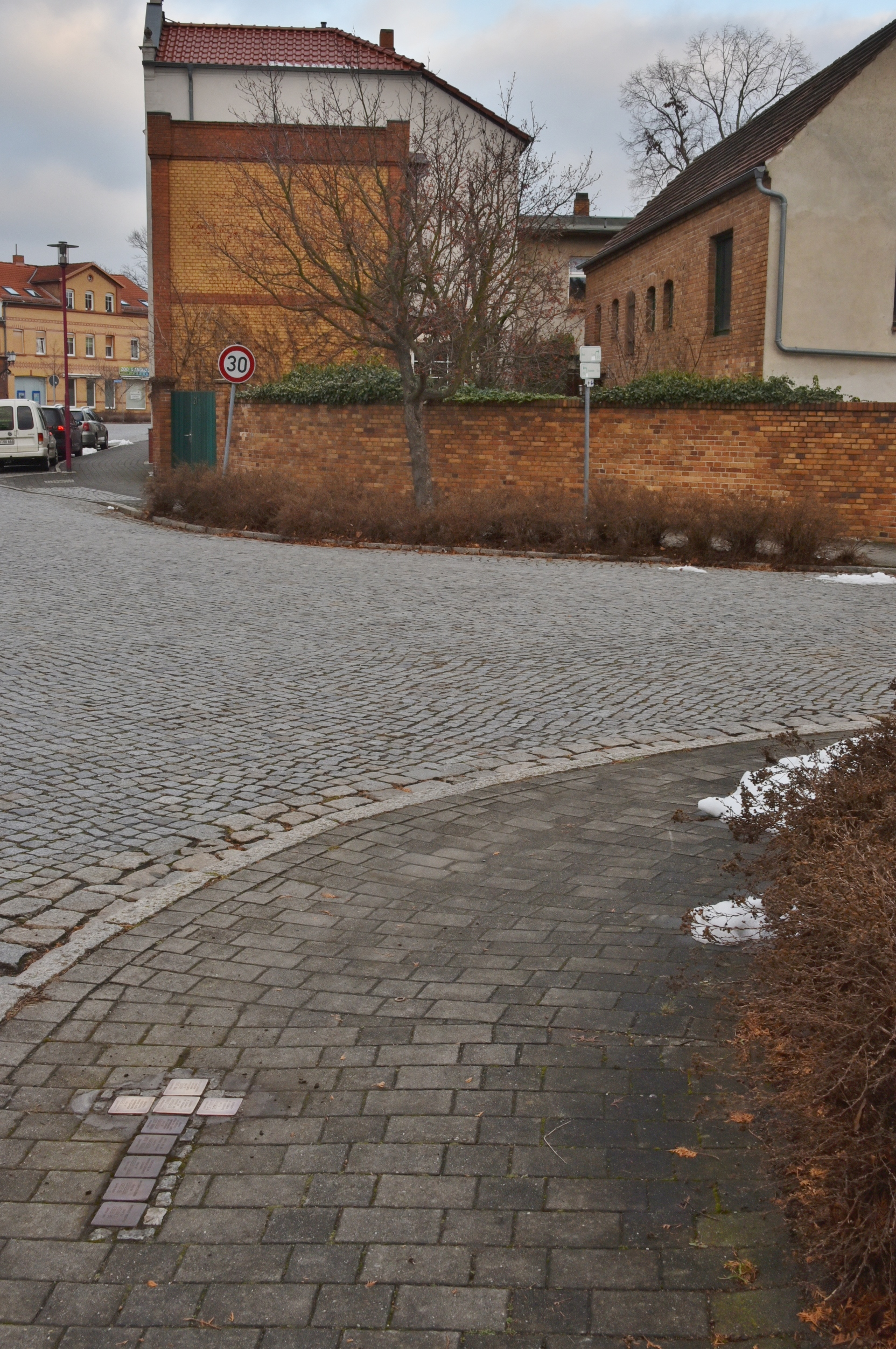
Stolpersteine in Großräschen

Diese Liste der Stolpersteine in Großräschen enthält die Stolpersteine, die im Rahmen des gleichnamigen Kunstprojekts von Gunter Demnig in der Stadt Großräschen im brandenburgischen Landkreis Oberspreewald-Lausitz verlegt wurden. Auf der Oberseite der Betonquader mit zehn Zentimeter Kantenlänge ist eine Messingtafel verankert, die Auskunft über Namen, Geburtsjahr und Schicksal der Personen gibt, derer gedacht werden soll. Die Steine sind in den Bürgersteig vor den ehemaligen Wohnhäusern der Opfer der nationalsozialistischen Gewaltherrschaft eingelassen. Mit ihnen wird den Opfern des Nationalsozialismus gedacht, die in Großräschen lebten und wirkten.

## Verlegte Stolpersteine
In Großräschen wurden 22 Stolpersteine an drei Standorten verlegt.
| Stolperstein | Inschrift | Verlegeort                   | Name, Leben                           |
| ------------ | --- | ---------------------------- | ------------------------------------- |
|              | HIER WOHNTE EDITH JOHANNA BERNHARD GEB. GERECHTER JG. 1901 DEPORTIERT 1943 ERMORDET IN AUSCHWITZ                                     | ggü. Freienhufener Straße 2  | Edith Johanna Bernhard geb. Gerechter |
|              | HIER WOHNTE HERBERT BERNHARD JG. 1897 VERHAFTET 1938 SACHSENHAUSEN FLUCHT ENGLAND ÜBERLEBT IN PALÄSTINA                              | ggü. Freienhufener Straße 2  | Herbert Bernhard                      |
|              | HIER WOHNTE ILSE CÄCILIE BERNHARD JG. 1931 DEPORTIERT 1943 ERMORDET IN AUSCHWITZ                                                     | ggü. Freienhufener Straße 2  | Ilse Cäcilie Bernhard                 |
|              | HIER WOHNTE ARMIN JOSEF GERECHTER JG. 1899 VERHAFTET 1938 SACHSENHAUSEN FLUCHT 1939 ENGLAND ÜBERLEBT IN KANADA                       | ggü. Freienhufener Straße 2  | Armin Josef Gerechter                 |
|              | HIER WOHNTE DR. ERICH GERECHTER JG. 1886 SCHICKSAL UNBEKANNT                                                                         | ggü. Freienhufener Straße 2  | Dr. Erich Gerechter                   |
|              | HIER WOHNTE FRIEDA ALMA GERECHTER JG. 1898 SCHICKSAL UNBEKANNT FÜR TOT ERKLÄRT                                                       | ggü. Freienhufener Straße 2  | Frieda Alma Gerechter                 |
|              | HIER WOHNTE ROBERT GERECHTER JG. 1896 VERFOLGT HEIMATORT VERLASSEN TOT 101.10.1936                                                   | ggü. Freienhufener Straße 2  | Robert Gerechter                      |
|              | HIER WOHNTE IRMA LAURA KASSEL JG. 1904 FLUCHT HOLLAND DEPORTIERT AUSCHWITZ ERMORDET 25.1.1943                                        | ggü. Freienhufener Straße 2  | Irma Laura Kassel geb. Gerechter      |
|              | HIER WOHNTE ELISABETH OLGA KETSCHAU GEB. SACHS JG. 1877 GEDEMÜTIGT ÜBERLEBT                                                          | Rudolf-Breitscheid-Straße 26 | Elisabeth Olga Ketschau geb. Sachs    |
|              | HIER LEBTE FRIEDA LAUFER JG. UNBEKANNT TOT 11.1.1941                                                                                 | Rudolf-Breitscheid-Straße 26 | Frieda Laufer                         |
|              | HIER LEBTE MOSCHE SCHALOM LAUFER JG. UNBEKANNT TOT 11.1.1941                                                                         | Rudolf-Breitscheid-Straße 26 | Mosche Schalom Laufer                 |
|              | HIER LEBTE BERTA LEBENSTEIN JG. 1888 GEDEMÜTIGT / ENTRECHTET FLUCHT IN DEN TOD 1938                                                  | Rudolf-Breitscheid-Straße 26 | Berta Lebenstein                      |
|              | HIER WOHNTE SIEGFRIED LEWINSKI JG. 1882 SCHICKSAL UNBEKANNT                                                                          | ggü. Freienhufener Straße 2  | Siegfried Lewinski                    |
|              | HIER LEBTE MARJA MAJOR JG. 1916 DEPORTIERT 1941 ERMORDET IN ŁODZ                                                                     | Rudolf-Breitscheid-Straße 26 | Marja Major                           |
|              | HIER WOHNTE KURT MANNHEIM JG. 1890 VERHAFTET 1938 SACHSENHAUSEN DEPORTIERT 1943 ERMORDET IN AUSCHWITZ                                | Neue Straße 19               | Kurt Mannheim                         |
|              | HIER WOHNTE CÄCILIA SACHS GEB. KLEBAMSKY JG. 1856 GEDEMÜTIGT TOT 1933                                                                | Rudolf-Breitscheid-Straße 26 | Cäcilia Sachs geb. Klebamsky          |
|              | HIER WOHNTE META SACHS JG. 1880 DEPORTIERT 1943 ERMORDET IN AUSCHWITZ                                                                | Rudolf-Breitscheid-Straße 26 | Meta Sachs                            |
|              | IN BÜCKGEN WOHNTE PAUL SACHS JG. 1887 GEDEMÜTIGT ÜBERLEBT                                                                            | Rudolf-Breitscheid-Straße 26 | Paul Sachs                            |
|              | HIER WOHNTE FELIX SPIRO JG. 1908 IM WIDERSTAND VERHAFTET 1933 'SCHUTZHAFT' 1935 GEDEMÜTIGT / ENTRECHTET FLUCHT IN DEN TOD 19.10.1935 | Rudolf-Breitscheid-Straße 26 | Felix Spiro                           |
|              | HIER WOHNTE HANS EMANUEL SPIRO JG. 1811 AUSGEBÜRGERT 1938 ZIEL UNBEKANNT ÜBERLEBT                                                    | Rudolf-Breitscheid-Straße 26 | Hans Emanuel Spiro                    |
|              | HIER WOHNTE MARTHA SPIRO GEB. FRIEDE JG. 1873 VERFOLGT 1933 HEIMATORT 1933 VERLASSEN TOT 1933 COTTBUS                                | Rudolf-Breitscheid-Straße 26 | Martha Spiro geb. Friede              |
|              | HIER WOHNTE SAMUEL SPIRO JG. 1871 AUSGEBÜRGERT 1938 ZIEL UNBEKANNT SCHICKSAL UNBEKANNT                                               | Rudolf-Breitscheid-Straße 26 | Samuel Spiro                          |

## Verlegungen
- 22. März 2011[1]